# Axestotrigona cameroonensis
Axestotrigona cameroonensis är en biart som först beskrevs av Heinrich Friese 1900.  Axestotrigona cameroonensis ingår i släktet Axestotrigona och familjen långtungebin. Inga underarter finns listade.

## Utseende
Ett nästan helt svart till blåsvart bi med några få, mörkröda och gula markeringar (det senare bland annat kring mundelarna). På ansiktet och mellankroppens sidor har den vit hårbeklädnad. För att vara ett gaddlöst bi är arten ganska stor, upptill 7 mm lång för arbetarna.

## Ekologi
Släktet Axestotrigona tillhör de gaddlösa bina, ett tribus (Meliponini) av sociala bin som saknar fungerande gadd. De har dock kraftiga käkar, och kan bitas ordentligt.  Som många arter av gaddlösa bin är biet en viktig pollinatör av ekonomisk betydelse för jordbruket. Det förekommer att man skördar honung från vildlevande samhällen. Arten har bland annat iakttagits på ärtväxter som duvärt.

## Utbredning
Utbredningsområdet omfattar Väst- och Centralafrika, österut till Kongo-Kinshasa och Centralafrikanska republiken.